# 見取
見取，又稱見取見，佛教術語，意指認定與執著某些有漏法可以帶來究竟快樂的錯誤見解是正確的。被列入四取、五見、十隨眠之一。

## 概論
佛教將一切煩惱皆歸納為「取」，可以被分為四大類，即四取，見取為其中之一。字面來說，見取是對於錯誤的見所產生的執著。這類的執著很多，可能是對於五蘊產生的某種感受，或見解，產生執著，認為這是最好的，因此又叫見等取。在佛教教義中，由五蘊產生的樂，為有漏法，實質上都是一種苦，將實質是苦的有漏法認定為樂，即為見取。
作為一種隨眠，見取的最初根源為無明，次第引生疑、邪見、身見、邊見、戒禁取，由戒禁取，生起見取，見取又會引發貪、慢、瞋，前後相引而生。